# Basilika der Schutzmantelmadonna

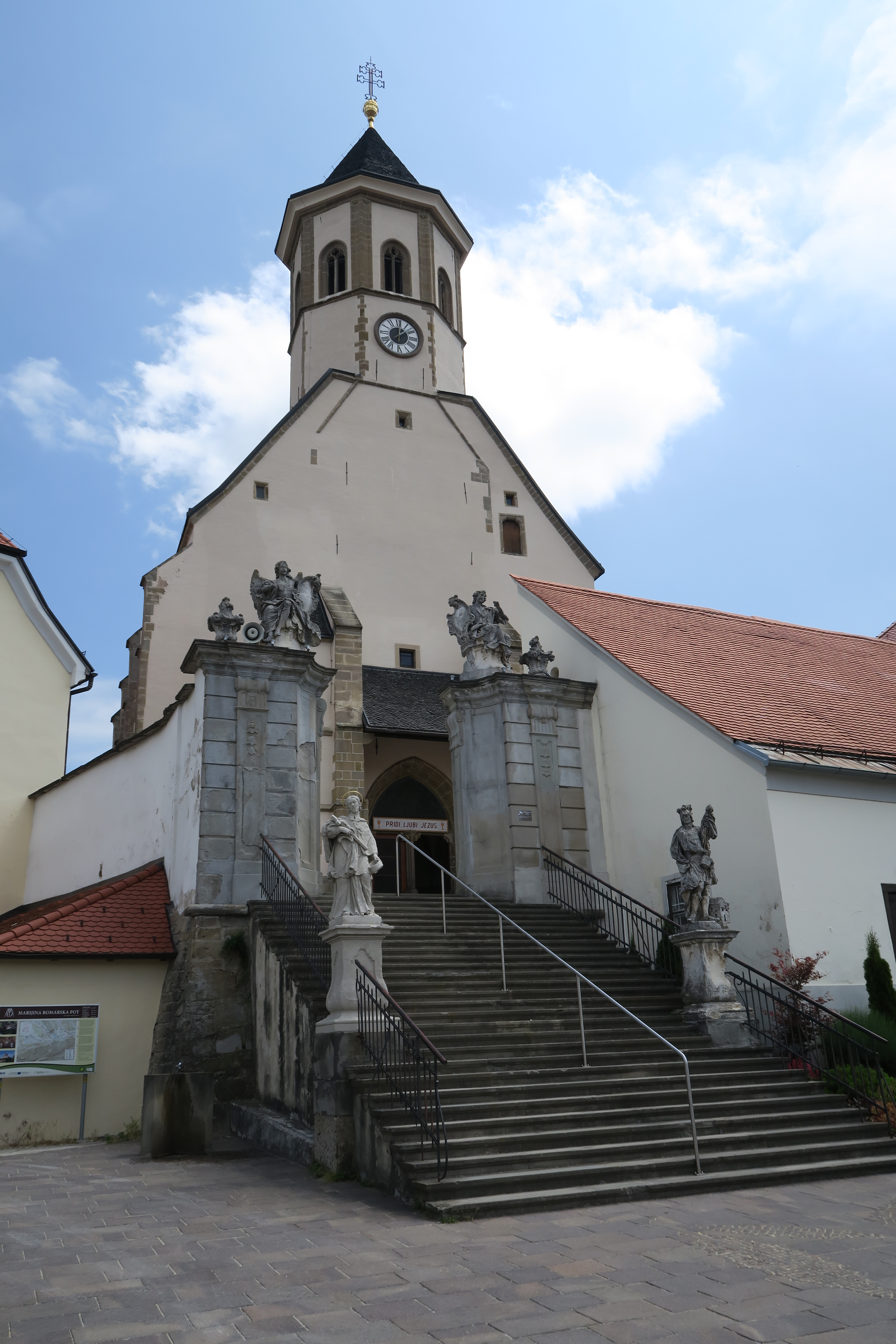
Eingangsbereich der Wallfahrtskirche

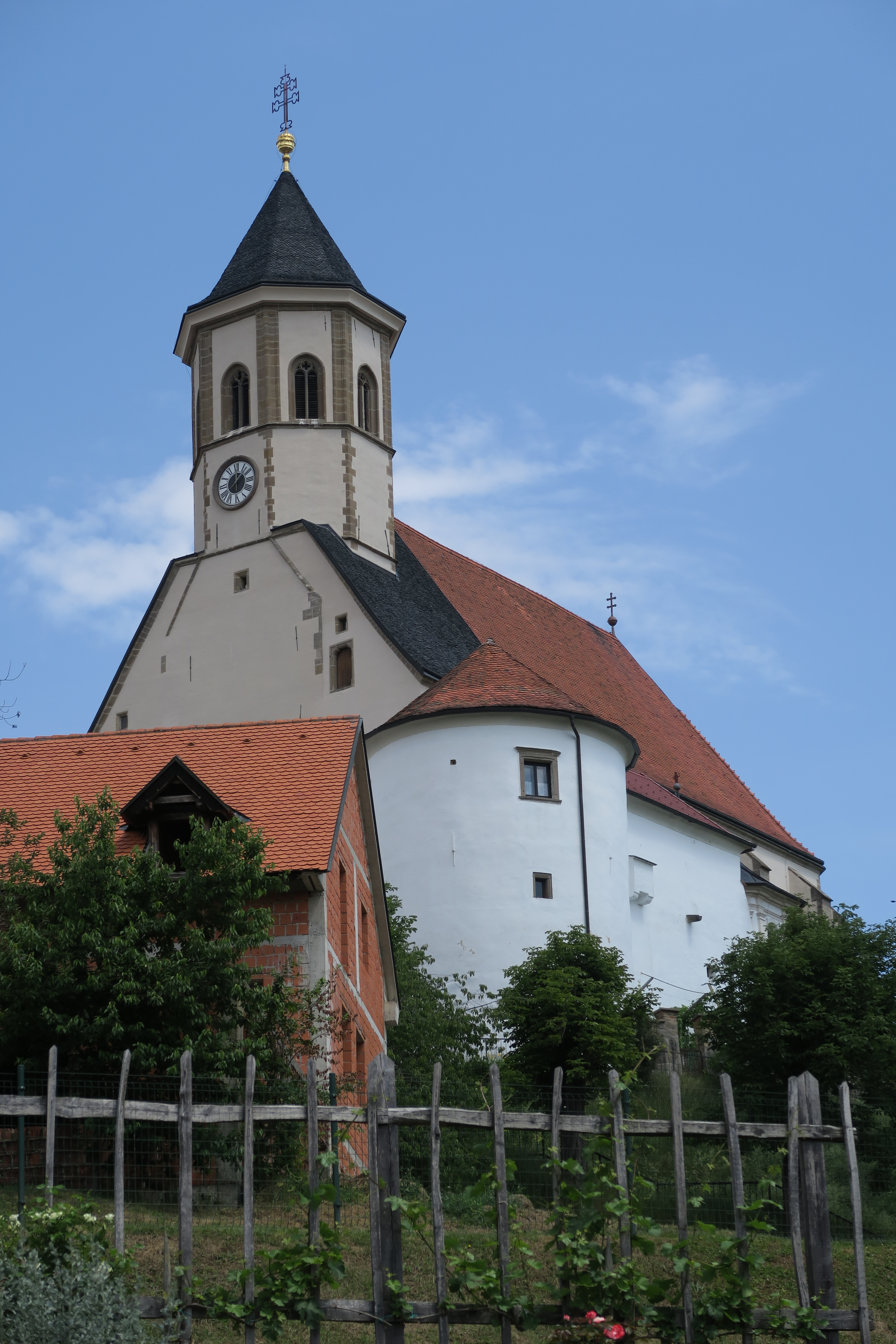
Umgebung der Wallfahrtskirche

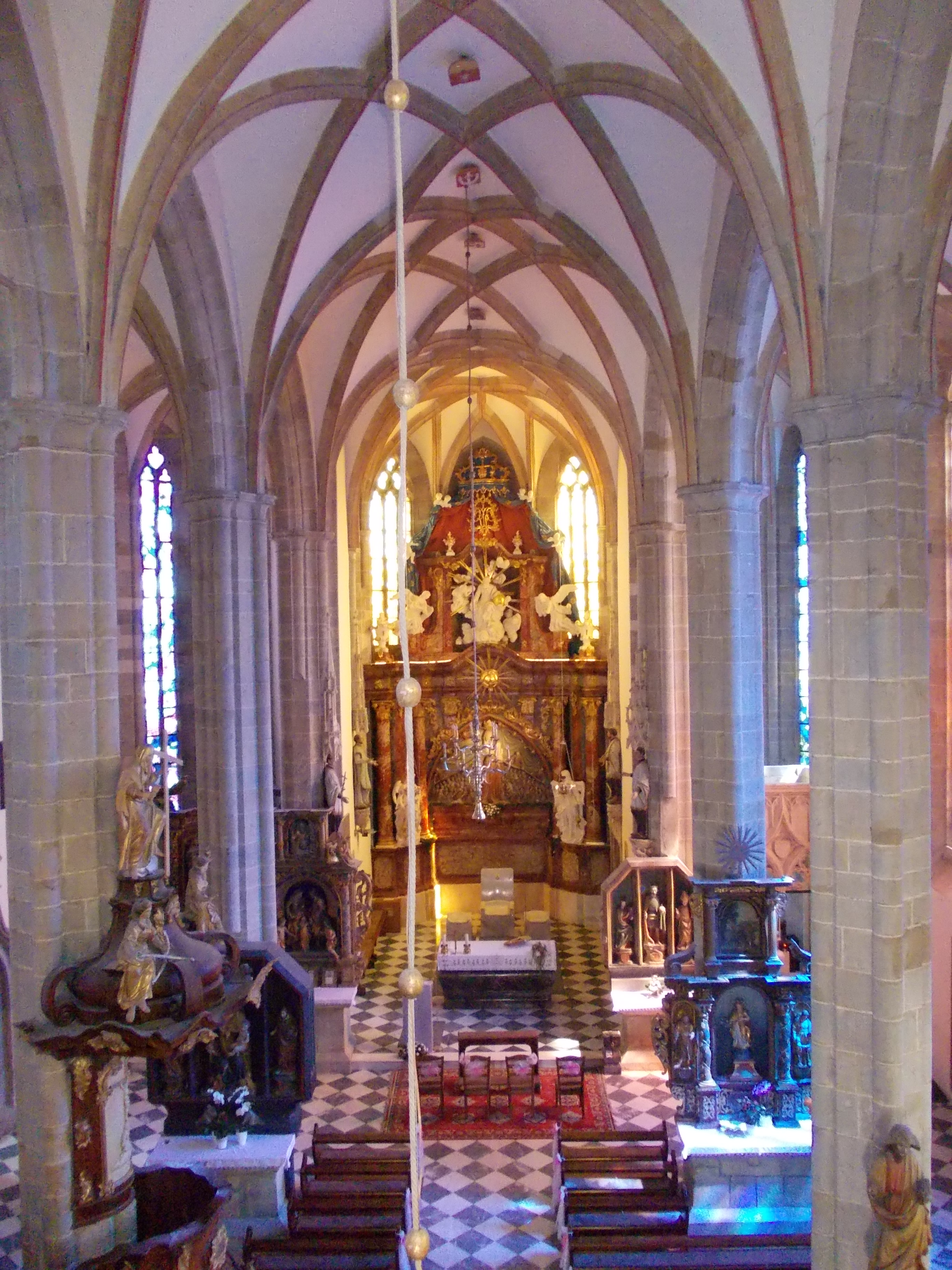
Innenraum der Hallenkirche

Die Basilika der Schutzmantelmadonna (slowenisch Bazilika Marije zavetnice s plaščem) ist eine römisch-katholische Wallfahrtskirche in Ptujska Gora. Die am Marktplatz gelegene Kirche wurde 1410 erbaut und gilt als das schönste Denkmal aus der Gotik in Slowenien und bedeutender katholischer Wallfahrtsort in Slowenien.

## Geschichte
Nach einem Dokument hat Papst Bonifatius IX. im letzten Jahrzehnt des 14. Jahrhunderts (1398) Ulrich IV. von Walsee die Erlaubnis erteilt, im damaligen Maria Neustift eine Kirche zu bauen, die durch dessen Neffen Bernhard III. von Pettau zu Beginn des 15. Jahrhunderts im gotischen Stil fertiggestellt wurde.
Jahrzehnte nach seiner Fertigstellung begannen die Türken, das Gebiet zu bedrohen. Der Markt mit der Kirche auf einem 352 Meter hohen Hügel wurde deshalb nach türkischen Plünderungen von Befestigungsanlagen wie dem erhaltenen südlichen Wehrturm umgeben, um sie vor Zerstörung zu schützen. Maria Neustift war zu einem Militärlager geworden, wie auf der gut erhaltenen Kupferplatte von 1681 zu sehen ist.
Im Jahr 2009 wurde die Kirche in Vorbereitung auf die 600-Jahr-Feier renoviert und konserviert. Im Zuge dieses Jubiläums bekam sie nach Beschluss von Papst Benedikt XVI. vom 8. Dezember 2009 als Höhepunkt der Feierlichkeiten am 16. Mai 2010 den Titel einer Basilica minor verliehen.

## Architektur
Die gotische Kirche ist eine dreischiffige Hallenkirche mit einem reich ausgestatteten Interieur.
Der Glockenturm mit vier Glocken wurde mehrfach umgestaltet, zuletzt im Barock. Große gotische Fenster mit schmalen Mittelpfosten und reich verzierten Traversen beleben das äußere Erscheinungsbild der Kirche, das auf der östlichen Seite besonders vielfältig ist und zu dem drei gotische Apsiden hinzugefügt wurden.

## Ausstattung
Die Kirchenausstattung beinhaltet unter anderem Altäre und Heiligenbilder. Es ist eine Schatzkammer der gotischen Skulptur vom Anfang des 15. Jahrhunderts.

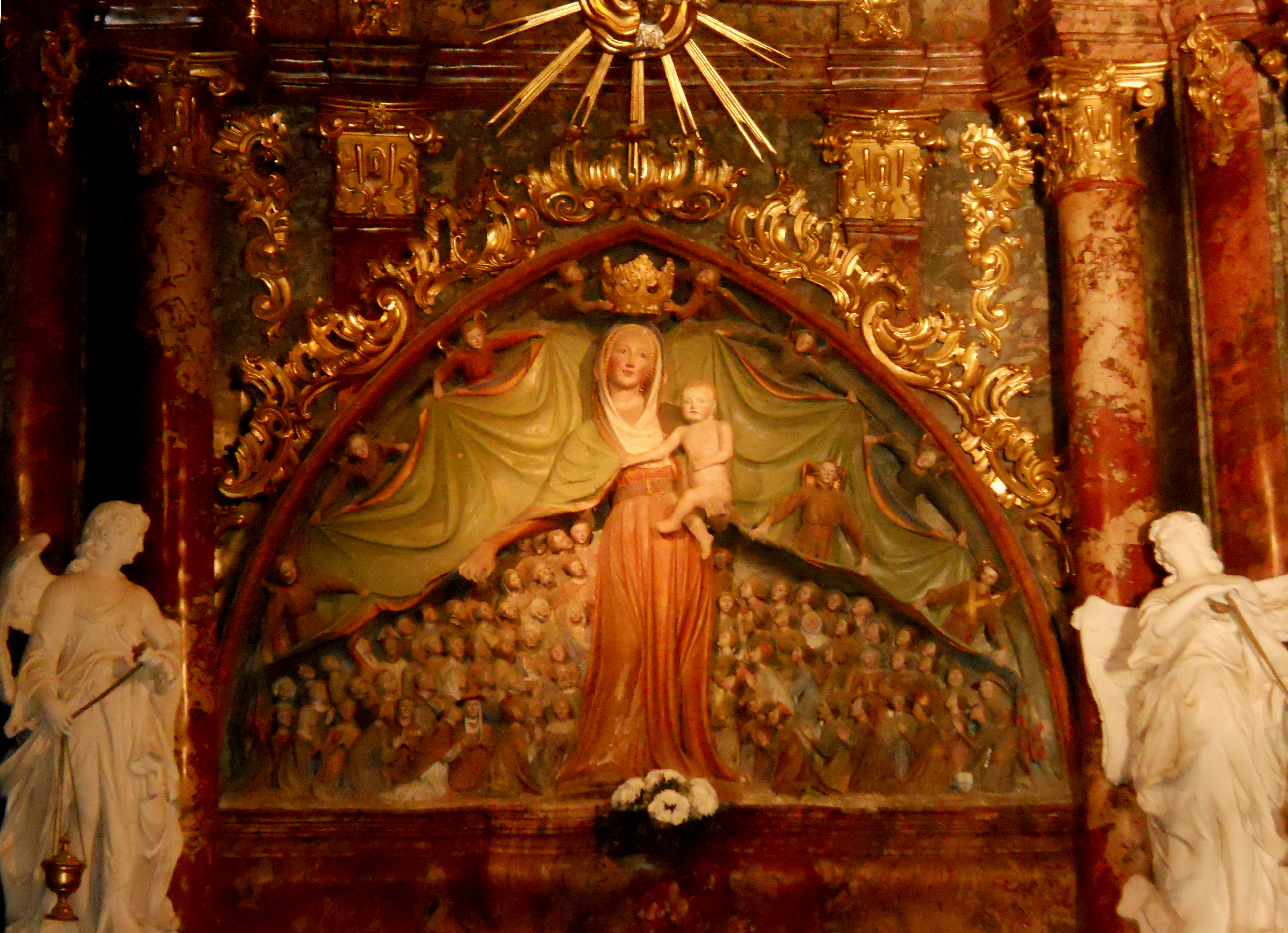
Schutzmantelmadonna

Zentral im barocken Hauptaltar befindet sich das Bild der Schutzmantelmadonna. Unter ihrem Mantel werden 82 Figuren präsentiert, die eine interessante Sammlung menschlicher Typen aus dieser Zeit darstellen. Unter ihnen finden sich die Figuren des Erbauers Bernhard III. und seiner Frau, zwei Minoritenbrüder, viele Vertreter des Adels, Kleriker und andere Zeitgenossen.
Der cyrische Altar befindet sich mit einem Baldachin in der südlichen Apsis. Anfangs stand er wahrscheinlich über dem Hauptaltar und nahm einen zentralen Platz in der Kirche ein. Nach der letzten Renovierung des Presbyteriums fand dieses herausragende bildhauerische Werk aus dem Atelier von Peter Parler wieder seinen Platz in der Kirche. Der Rosenkranzaltar steht auf der linken Seite der Kirche. Das Werk wird den Schülern von Peter Parler zugeschrieben und zeigt die Gestalt der sitzenden Mutter Gottes mit dem Kind. Die Kanzel ist ein wertvolles Werk barocker Bildhauerkunst aus der Mitte des 18. Jahrhunderts.
Eine Statue des hl. Jakob steht auf der rechten Seite der Kirche und war ursprünglich Teil des ihm gewidmeten Altars. Es ist ein perfektes Beispiel für die gotische Skulptur und das Spitzenwerk der Bildhauerwerkstatt Ptujskogór aus dem Anfang des 15. Jahrhunderts. Ein Basrelief von Viktor Gojkovič aus dem Jahr 1986 zeigt Maximilian Kolbe.
Gotische Fresken in der ehemaligen Kapelle des Heiligen Kreuzes sind gut erhalten. Sie zeigen unter anderem Szenen aus dem Leben Jesu.
Die Glasfenster sind das Werk der slowenischen Malerin Ida Brišnik-Remec aus den Jahren 1981 und 1982, sie illustrieren den Sonnengesang des hl. Franz von Assisi.